# Monastero di Santo Spirito di Zannone
Il Monastero di Santo Spirito di Zannone ha avuto due sedi storiche, originariamente posizionato nell'arcipelago pontino è stato in seguito trasferito sulla terraferma.

## Storia

### Santo Spirito di Zannone (all'isola Zannone)
Il primo monastero benedettino sull'isola di Zannone venne costruito nel 504 e abbandonato nel 813 per evitare le incursioni dei pirati saraceni. 
I benedettini ritornarono sull'isola nel 1213 seguendo la Regola di Gioacchino da Fiore, in seguito nel 1246 il monastero divenne abbazia cistercense. Verso la fine del secolo, a causa del rinnovarsi delle scorrerie dei pirati, i monaci chiesero di ritornare sulla terraferma ed il monastero isolano venne definitivamente abbandonato.

### Santo Spirito di Zannone in Gaeta
Il monastero testimonia la presenza dei monaci cistercensi nel territorio gaetano. La struttura religiosa fu inaugurata nel 1295. I monaci al ritorno sulla terraferma individuarono nella fertile piana d'Arzano un luogo sicuro dove risiedere . Qui i religiosi, sui resti di una precedente costruzione di epoca romana, edificarono il monastero e la chiesa che dedicarono allo Spirito Santo, alla Vergine Maria e a san Giovanni evangelista. Il complesso monastico fu attivo fino al 1750.
La zona dove sorgono i resti del monastero e della chiesa di Santo Spirito è all'interno dell'area dell'ex raffineria. Il complesso, diroccato e originariamente recintato da mura, è costituito dall'edificio monastico cui è affiancata la chiesa gotica, di grandi dimensioni.
Non è possibile visitare la struttura religiosa, ormai in stato di abbandono.
Con seduta del 2 febbraio 2021, il Comune di Gaeta ha deliberato l'acquisizione del complesso a titolo gratuito nel patrimonio comunale